# 木城町立みどりの杜木城学園
木城町立みどりの杜木城学園（きじょうちょうりつ みどりのもり きじょうがくえん）は、宮崎県児湯郡木城町大字椎木にある公立の義務教育学校。
2023年（令和5年）に、木城町立木城小学校と木城町立木城中学校を統合の上、開校した。

## 概要
歴史
1899年（明治32年）創立の「木城町立木城小学校」と、1947年（昭和22年）創立の「木城町立木城中学校」の2校が統合の上、2023年（令和5年）4月に義務教育学校として開校した。木城中学校の校地に新校舎が完成して開校した。
校訓
「立志」
校章
旧木城小学校と旧木城中学校の校章を組み合わせたデザインとなっている。中央には学園名である「木城」の文字（横書き）を配している。
校歌
作詞・作曲ともにこんやしょうたろう、編曲は井尻慶太による。歌詞中の校名の「木城学園」が登場する。
通学区域
木城町全域。

## 沿革
木城小学校
- 木城町立木城小学校#沿革を参照。

木城中学校
- 木城町立木城中学校#沿革を参照。

みどりの杜木城学園
- 2023年（令和5年）
  - 4月1日 - 木城町立木城小学校と木城町立木城中学校を統合の上、「木城町立みどりの杜木城学園」（現校名）に改称。木城中学校の校地に新校舎が完成。
  - 4月 - 第1回入学式を挙行。50名が入学。
  - 8月 - 海外派遣事業として台北市立建成國民中學との交流を行う。
  - 10月 - 木城町制施行50周年式典を挙行。
- 2024年（令和6年）
  - 3月 - 第1回卒業式を挙行。41名が卒業。
  - 8月 - 台北市立建成國民中學との姉妹校締結。新校時程の運用を開始。

## 交通
最寄りのバス停留所
- 宮崎交通バス 「木城学校前」バス停より徒歩1分。

最寄りの幹線道路
- 宮崎県道304号木城高鍋線

## 周辺
- 木城町給食センター（学園敷地内）
- 木城町体育館
- 木城町椎木児童館
- 木城町社会福祉協議会
- 木城町総合交流センターリバリス
- 木城町役場
- 高鍋警察署 木城警察官駐在所
- 高城橋
- 小丸川

## 参考資料
- 木城町広報「木城」2023年（令和5年）4月号 (PDF)  - 木城町ウェブサイト